# Erik Turner
Erik Turner (Omaha, 31 marzo 1964) è un chitarrista statunitense, membro fondatore dei Warrant.

## Discografia

### Solista
- 1998 – Demos for Diehards

### Con i Warrant
Album in studio
- 1989 – Dirty Rotten Filthy Stinking Rich
- 1990 – Cherry Pie
- 1992 – Dog Eat Dog
- 1995 – Ultraphobic
- 1996 – Belly to Belly
- 2001 – Under the Influence
- 2006 – Born Again
- 2011 – Rockaholic
- 2017 – Louder Harder Faster

Album dal vivo
- 1997 – Warrant Live 86-97
- 2005 – Extended Versions

Raccolte
- 1996 – The Best of Warrant
- 1996 – Rocking Tall
- 1999 – Greatest & Latest
- 2004 – Cherry Pie (All the Hitz 'N' More)
- 2004 – Then and Now